# プレシェヴォ
プレシェヴォ（Прешево / Preševo、発音:/ˈpɾɛːʃɛvɔ/）、あるいはプレシェヴァ（アルバニア語:Preshevë / Presheva）は、セルビア、プチニャ郡の町、およびそれを中心とした基礎自治体であり、セルビアの南端に位置する同自治体は南にマケドニア共和国、西にコソボと隣接している。2002年の国勢調査によると、プレシェヴォ自治体の人口は34,904人であった。

## 劣化ウラン
合計161の劣化ウラン弾が、プレシェヴォ近くのレリャン（Reljan）で見つかっている。セルビア政府はレリャンでの劣化ウラン弾の除去作戦に35万ユーロを拠出している。

## 政治
1992年、地域のアルバニア人はプレシェヴォ、メドヴェジャおよびブヤノヴァツをコソボに編入することを問う住民投票を行った。1999年から2001年までの間、アルバニア人の武装勢力「プレシェヴォ・メドヴェジャ・ブヤノヴァツ解放軍」（UÇPMB）がこの3自治体のセルビアからの分離と将来の独立したコソボへの統合を求めて武力闘争を展開し、プレシェヴォ渓谷危機と呼ばれた。この武力闘争は、類似する周囲の紛争（コソボ紛争およびマケドニア紛争）ほどには国際社会からの関心を集めなかった。闘争はユーゴスラビアおよびセルビアの部隊によって鎮圧され、地域は正常化しているものの、依然民族間には緊張がある。
2005年12月に、アルバニア人民主党（PDSh）のラグミ・ムスタファ（Ragmi Mustafa）が市長に選ばれた。6箇月後、再度投票が行われ、再びムスタファが市長に当選した。2009年から、民主行動党（PVD）のナデル・サリク（Nadër Sadiku）が市長を務める。

## 人口

### 自治体の民族別人口
| 民族構成 |            |        |              |        |        |  |  |  |  |  |  |  |  |
| 年       | セルビア人 | %      | アルバニア人 | %      | 合計   |  |  |  |  |  |  |  |  |
| 1961     | 6,741      | 25.21% | 18,229       | 68.18% | 26,738 |  |  |  |  |  |  |  |  |
| 1971     | 5,777      | 19.22% | 23,625       | 78.60% | 30,057 |  |  |  |  |  |  |  |  |
| 1981     | 4,204      | 12.38% | 28,961       | 85.31% | 33,948 |  |  |  |  |  |  |  |  |
| 1991     | 3,206      | 8.23%  | 34,992       | 89.85% | 38,943 |  |  |  |  |  |  |  |  |
| 2002     | 2,984      | 8.55%  | 31,098       | 89.10% | 34,904 |  |  |  |  |  |  |  |  |
|          |            |        |              |        |        |  |  |  |  |  |  |  |  |

プレシェヴォ自治体の人口のうち、最多の人口を占めるのはアルバニア人であり、自治体人口の90%を占め、コソボを含めないセルビアでは最もアルバニア人人口の高い自治体である。残りの人口のほとんどはセルビア人であり、セルビア語のトルラク方言（Torlak）を話す。

### 集落ごとの民族構成
プレシェヴォ自治体に含まれるほとんどの集落では、アルバニア人が多数派を占めている。この例外はリャニク（Ljanik）、スヴィニシュテ（Svinjište）、スラヴイェヴァツ（Slavujevac）、ツァカノヴァツ（Cakanovac）であり、セルビア人が多数派となっている。

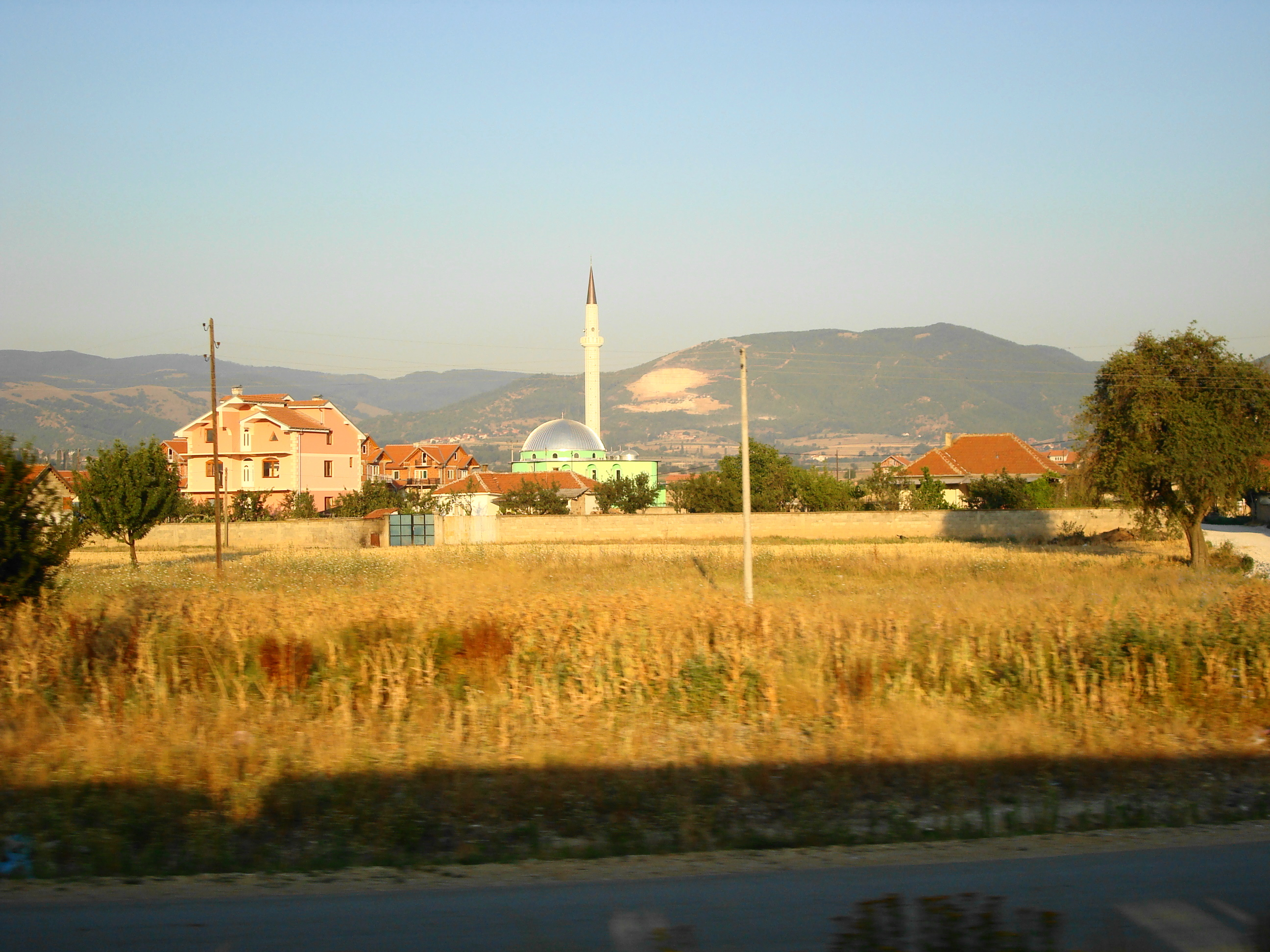
モスクとミナレットが見える、プレシェヴォの景色

ほとんどの集落ではアルバニア人がほぼ100%に近い人口比率を占めるが、セルビア人が少数派ながらも一定の人口比率を占める集落もある。
ブシュトラニェ（Buštranje）、ゴレミ・ドル（Golemi Dol）、レリャン（Reljan）、ストレゾヴツェ（Strezovce）、トルナヴァ（Trnava）、チュカルカ（Čukarka）、そしてプレシェヴォの町では一定数のセルビア人が居住している。しかし、これらの集落も多く位は20年から40年ほど前にはセルビア人が多数派であった。この間にセルビア人が域外に移住する一方で、アルバニア人が移出した人々の住居を買い取って移り住んでいる。